# エア・トランザット236便滑空事故
エア・トランザット236便滑空事故（英語: Air Transat Flight 236）は、2001年に発生した航空事故（燃料切れによる無動力緊急着陸）である。大西洋上の巡航高度から動力なしで滑空し緊急着陸に成功した。パイロット達は事故後、シューペリア・エアマンシップ賞を授与された。

## 事故の概要

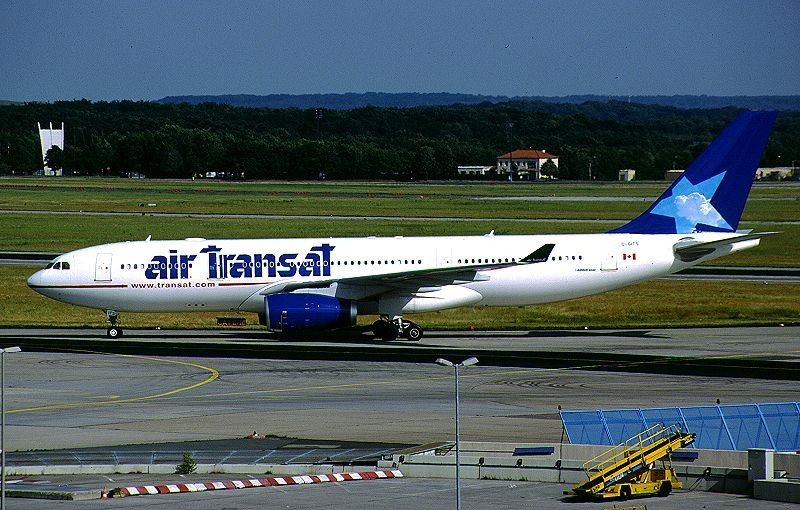
1999年5月30日に撮影された事故機

2001年8月23日、エア・トランザット236便は、エアバスA330-200（1999年製造、双発機、機体記号：C-GITS、定員 362 席）で運航されており、カナダのトロント・ピアソン国際空港をアメリカ東部夏時間の午後8時52分（協定世界時8月24日午前0時52分）に離陸し、ポルトガルのリスボン国際空港に向かう大西洋横断便であった。同便には乗客293名と乗員13名の306名が搭乗しており、航空燃料（JET A1）47.9 トン（うち予備燃料5.5トン）を搭載していた。
当時、大西洋を結ぶ航路は混雑しており、管制官は航路の90km南を飛ぶように指示し、それにそって飛行していた。離陸しておよそ4時間後の8月24日午前4時38分 (UTC) 頃大西洋上を巡航中に燃料漏れが始まった。しかし、コックピット内のクルーはこれに気付く術がなかった。午前5時33分、左右燃料タンク内の残燃料のアンバランスを示す警報が作動した。操縦乗員は当初、計器の誤作動を疑ったが、念のため、クロスフィードバルブを開き、左右の燃料系統を接続することでアンバランスを解消しようとした。ところが表示される残燃料がどんどん減少していくことからリスボンまで行き着くのは不可能と判断し、アゾレス諸島テルセイラ島のポルトガル空軍ラジェス航空基地にダイバートすることを決定した。
しかし、燃料の急速な減少は止まらず、午前6時13分に第 2（右）エンジンが燃料切れによりフレームアウト（停止）した。このとき高度は 39,000フィート (12,000 m)、ラジェス基地までの距離はおよそ150海里 (280 km)だった。エンジン 1 基では高度を維持することができなくなり、次第に降下して行き、第2エンジンのフレームアウトから 13 分後 (06:26, UTC)についに第 1（左）エンジンも停止し、滑空状態となった。このときラジェス基地からの距離はおよそ65海里 (120 km)、高度は34,500フィート (10,500 m)であった。
航空機の電力はエンジンによる発電で賄われており、またAPUも燃料がないので動かず、ほぼ全ての電気系統・油圧系統がダウンし、客室内も真っ暗になった。操縦士は非常用風力発電機（ラムエア・タービン）によるわずかな補助電力で無線交信および操縦系統に必要な作動油圧を確保した。降下率は毎分 2,000フィート (610 m)であり、15 - 20 分のちには海上へ不時着水しなければならない計算であった。万が一空港に辿り着けない場合は海上に不時着する旨を乗客に伝えていた。
ラジェス基地に近づくにつれ、そのままでは高度が高すぎることがわかり、滑走路手前およそ10海里 (19 km)の地点で 360 度の左旋回を行い高度を下げた。旋回中に高揚力装置である前縁スラットを展開し、全部の車輪を出すことにも成功した。それでもまだ降下が足りず、何度かにわたり S 字旋回を繰り返した。午前6時45分 (UTC) に機体は滑走路端を通過し、速度200ノット (370 km/h)で滑走路端から1,030フィート (310 m)の地点に一旦接地したのち大きくバウンドし、2,800フィート (850 m)地点で2度目の接地をした。エンジンが停止しているため逆噴射による制動ができず、アンチスキッド機能が失われた状態での急ブレーキ操作で、全長10,000フィート (3,000 m)の滑走路の7,600フィート (2,300 m)地点でようやく停止した。10 本あるタイヤのうち 8 本がバーストしていた。左主脚付近で小規模な火災が発生したが、待機していた消防隊によってすぐに消し止められた。緊急脱出シュートによる避難の際に 2 名が重傷、16 名が軽傷を負った。

## 事故原因

### エンジン整備
当該機のエンジン（ロールス・ロイス RB-211 トレント 772B）は事故の6日前である8月17日に定期的な交換作業が行われていた。このエンジンは製造年により仕様が異なり、事故直前の交換時（第2エンジン）は、ちょうど旧仕様のエンジンから新仕様への交換となった。また、仕様の変更に伴い新旧エンジンでは油圧および燃料の配管レイアウトが若干異なっており、配管部品類も同時に交換する必要があった。ところが、納品された新しいエンジンに付属しているべき配管部品が欠けており、作業員はその旨を会社に伝えたが、会社側は新しいエンジンに適合した部品の送付を待てないとして、古いエンジンに付属していた部品を転用するように指示した。新旧部品の形状は数mmの違いしかなかったものの、これが取り付けられた事により油圧および燃料配管がエンジン本体と接触した状態となった。このため飛行中の振動等により、燃料配管に長さ80mm、幅2.5mmのL字形の亀裂を生じ、この亀裂から大量の燃料が漏れ出ていた。
カナダ政府はエア・トランザットに対して不正な機体整備をしたとして、25万カナダドルの制裁金を課した。

### パイロットの対応
コックピットではじめに表示された異常は左右の燃料タンク残量のアンバランス (fuel imbalance) を示すものだったが、機内のマニュアルを正しく辿っていけば燃料漏れ (fuel leak) の可能性に気付くはずであった。そしてそれに気付いて適切に対処していればリスボンまでは到達できなかったにせよ、ラジェス基地まではエンジンが停止することはなかったと推定された。しかし、実際には前者の調査・対応に多くの時間を費やし、結果として最後の数十分間に必要な燃料まで空中にばら撒くこととなった。
『メーデー!:航空機事故の真実と真相』では、副操縦士が燃料の急減を指摘したのに対し機長は計器の故障とみなし対応が遅れたと描写されている。

## 事故を題材にした作品
- 映画『フライト236』（原題: Piché, entre ciel et terre） - 機長の半生が事故と共に描かれている。
- テレビドキュメンタリー “Flying on Empty”、ディスカバリーチャンネル
- テレビドキュメンタリー『メーデー!:航空機事故の真実と真相』第1シーズン第6話「FLYING ON EMPTY」
- 2019年 6月19日放送 テレビ朝日「特捜X実録映像コップ」にて取り上げられた。